# Аксайское городское поселение
Аксайское городское поселение — муниципальное образование в Аксайском районе Ростовской области.
Административный центр поселения — город Аксай.

## Административное устройство
В состав Аксайского городского поселения входит 1 населённый пункт:
- город Аксай.

## Население
| 2009    | 2010    | 2012    | 2013    | 2014    | 2015    | 2016    |
| ------- | ------- | ------- | ------- | ------- | ------- | ------- |
| 36 030  | ↗41 969 | ↗42 481 | ↗42 747 | ↗43 166 | ↗43 558 | ↗44 279 |
| 2017    | 2018    | 2019    | 2020    | 2021    |         |         |
| ↗44 828 | ↗45 078 | ↗45 158 | ↗46 016 | ↗48 372 |         |         |

## Достопримечательности
- Музей «Почтовая станция XIX века». Здесь останавливались Грибоедов, М. Ю. Лермонтов, Раевский, А. С. Пушкин, Л. Н. Толстой, Чайковский, Розени др. Комплекс зданий музея входит в состав Аксайского военно-исторического музея.
- Мемориальный комплекс под названием «Переправа» в память о воинах павших здесь в Великой Отечественной войне.
- Кобяково городище с остатками селений сарматов, половцев, татар и русов[13].
- Айскайский военно-исторический музей. В музее собрана военная техника начала XX века: ракеты, автомобили, пушки, самолёты, танки, военные катера и другое[14].
- Крепость Аксая. Крепость с таможенной заставой XVIII века —  памятник военно-фортификационной архитектуры, входит в состав Айскайского военно-исторического музея. Земляная крепость 1763 года являлась частью ростовской крепости Дмитрия Ростовского.
- Храм в честь иконы Божией Матери «Одигитрия» (XIX век).
- Военно-исторический музей середины XX века «Домик Суворова». В состав музея входит семь зданий, связанных с пребыванием здесь деятелей культуры. Александр Васильевич Суворов провел здесь зиму 1783—1784 годов.